# 임도윤
임도윤(1986년 9월 20일 ~ )은 대한민국의 배우이다.

## 학력
- 서울예술대학 연극과

## 드라마
- 2011년 MBC 수목드라마 《넌 내게 반했어》
- 2011년 SBS 일일드라마 《내 딸 꽃님이》
- 2012년 KBS 일일시트콤 《패밀리》
- 2014년 MBC 주말드라마 《왔다! 장보리》- 영숙 역
- 2014년 SBS 드라마스페셜 《피노키오》- 고지희 역
- 2015년 KBS 드라마스페셜 《웃기는 여자》- 윤미라 역
- 2015년 MBC 아침드라마 《이브의 사랑》- 한라붕 역
- 2016년 KBS 일일드라마 《빛나라 은수》- 오정아 역
- 2017년 OCN 드라마 《애타는 로맨스》- 강제니 역
- 2017년 유튜브 《일상다반애》- 김정진 역
- 2017년 MBC 아침드라마 《역류》- 공다미 역
- 2018년 tvN 드라마 《톱스타 유백이》- 아랑 역
- 2025년 채널A 토일드라마 《여행을 대신해 드립니다》

## 수상
- 2004년 동국청소년 연극제 최우수연기상
- 2004년 동랑청소년 종합예술제 우수연기상

## 공연
- 2010년 그리고 아무도 없었다
- 2010년 크리스토퍼 빈의 전쟁
- 2013년 고부전쟁

## 영화
- 2010년 웨딩드레스
- 2010년 김종욱 찾기
- 2011년 특수본
- 2020년 국도극장
- 2020년 국도극장 감독판
- 2024년 혐오의 스타
- 2024년 딜리버리